# Amadigi di Gaula (Händel)

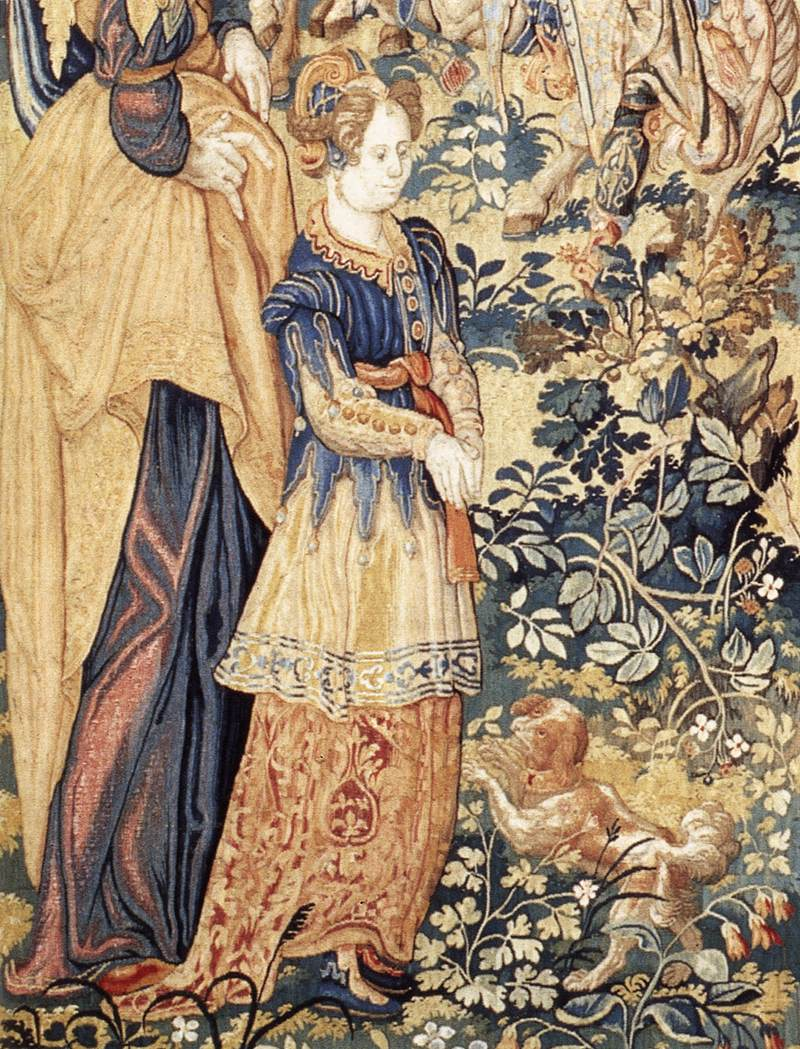
François Spiering - Scene da Amadigi di Gaula

Amadigi di Gaula (HWV 11) è un'opera lirica "magica" in tre atti, di Georg Friedrich Händel. Fu la quinta opera italiana che Händel scrisse per Londra e fu composta durante la sua permanenza a Burlington House nel 1715. È basata su Amadis de Grèce, una Tragédie lyrique francese di André Cardinal Destouches e Antoine Houdar de la Motte. Charles Burney affermò verso la fine del XVIII secolo che Amadigi conteneva: 
L'opera fu eseguita per la prima volta a Londra al King's Theatre in Haymarket il 25 maggio 1715. Händel fece uso prevalentemente di strumenti a fiato, così che la partitura è insolitamente colorita ed a tratti assomiglia alla Musica sull'acqua, che egli compose solo pochi anni più tardi. Una cura particolare fu profusa nella produzione. Amadigi non impiega voci più basse del contralto e finisce in minore. L'opera fu un successo e fu replicata ulteriormente come minimo 17 volte a Londra fino al 1717.

## Storia della composizione

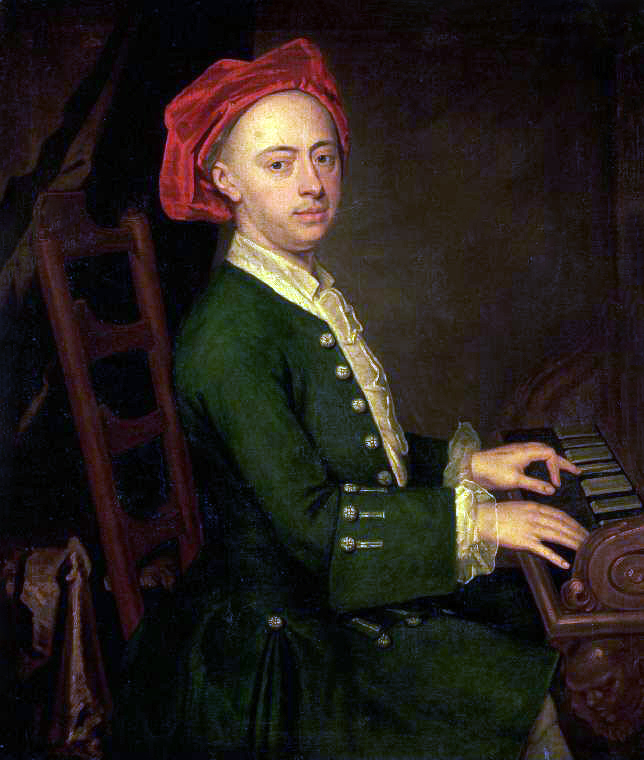
Georg Friedrich Händel

L'identità del librettista non è nota con certezza. In precedenza parere generale era che John Jacob Heidegger, che aveva firmato la dedica a Richard Boyle, III conte di Burlington fosse l'autore, ma più recenti ricerche hanno indicato che il librettista dovrebbe essere o Giacomo Rossi, o Nicola Francesco Haym, quest'ultimo come più probabile candidato.
Questo libretto è l'adattamento di uno spagnolo epico Amadis de Gaula, cavaliere errante medievale, in cui il re della Gallia educato in Scozia, si innamora di Oriana, figlia del re d'Inghilterra ed alla fine la sposa.
David Kimbell ha paragonato nel dettaglio i due adattamenti della storia di Händel e Destouches.
Quello che interessava Händel erano le emozioni e le sofferenze dei quattro personaggi. Non gli effetti descrittivi delle sue successive opere "magiche". L'unica preoccupazione di ciascuno dei protagonisti è di fare in modo che gli altri si innamorino di loro oppure no.

Nel secondo atto Amadigi si rivolge alla Fontana del Vero Amore con una lunga cavatina di una estrema bellezza sensuale. Questa scena era famosa in origine per i suoi effetti spettacolari. Il "coup de theatre", poi era l'uso di una vera e propria fontana che spruzzava acqua vera. La scena impiegava un gran numero di ingegneri di scena e idraulici, tra le altre cose, tanto che il seguente annuncio giornale apparve il giorno della prima: 
Secondo Winton Dean la qualità della musica, specialmente nei primi due atti, è veramente molto alta, ma mostra una organizzazione meno accurata rispetto alla maggior parte delle opere successive. Egli inoltre afferma che la tonalità complessivamente sembra essere sbilanciata. Il concetto di un'opera come un organismo strutturalmente coerente tardava a catturare l'immaginazione di Handel.
Il manoscritto originale di Amadigi è scomparso, così come la musica per le danze. È nota una sola edizione del libretto, risalente al 1715. Esistono due edizioni pubblicate dell'opera, l'edizione Händelgesellschaft del 1874, e la prima edizione critica, di J. Merrill Knapp, che Bärenreiter pubblicò nel 1971. Dean ha esaminato la storia di vari manoscritti, che contengono selezioni alternative della partitura.
L'opera è scritta per due flauti dolci, due oboi, fagotto, tromba, archi, e gli strumenti del basso continuo (violoncello, liuto, clavicembalo).
La cantante Elisabetta Pilotti Schiavonetti nel ruolo di Melissa, che era specializzata nell'interpretazione di maghe e per la quale Händel aveva scritto le parti simili della strega Armida in Rinaldo e di Medea in Teseo si divide nella musica di Händel tra il suo personaggio vendicativo e quello dell'altra principale parte femminile, la dolce principessa Oriana.

## Storia delle esecuzioni

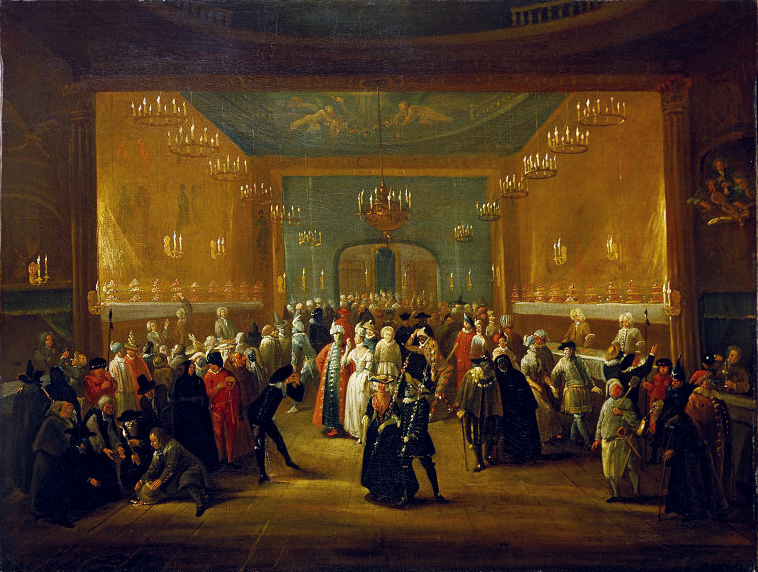
Un Ballo in maschera al King's Theatre, Haymarket (1724)

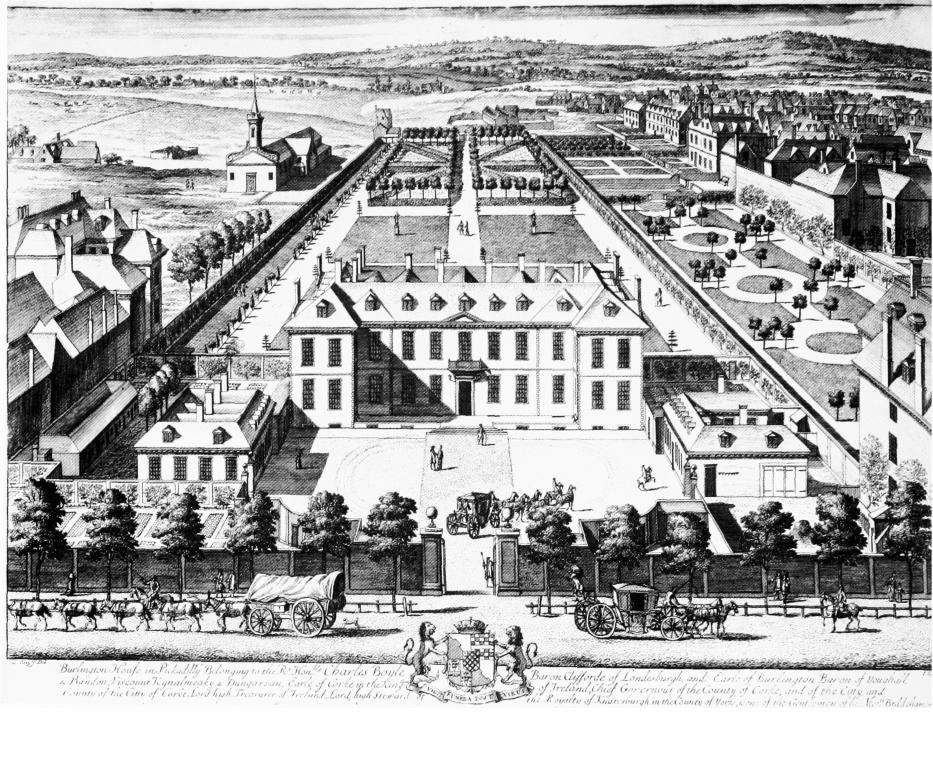
Burlington House nel 1690

Ad Amburgo ci sono state 17 esecuzioni dal 1717 al 1720, ma con un titolo diverso, Oriana. L'opera poi cadde nel dimenticatoio e non fu più ripresa fino al 1929 ad Osnabrück e successivamente in Inghilterra nel 1968, alla Unicorn Opera presso la Abbey Hall, Abingdon, Oxfordshire.
Con la ripresa dell'interesse per la musica barocca ed l'affermazione del concetto di historically informed performance dal 1960 Amadigi di Gaula, come tutte le opere di Händel, viene al giorno d'oggi eseguito in festival e teatri.
Fra le altre esecuzioni l'opera ha debuttato in Nord America nel marzo del 2003 alla Don Wright Faculty of Music della Western University. e la prima produzione completa in teatro in Nord America è stata nel luglio del 2011 alla Central City Opera a Central City, Colorado.
Una produzione di Amadigi di Gaula è stata messa in scena al Festival Internazionale di Händel di Göttingen nel 2012.

## Ruoli
| Ruolo                                      | Tipo voce          | Cast della prima, 25 maggio 1715 |
| ------------------------------------------ | ------------------ | -------------------------------- |
| Amadigi di Gaula, eroe, amante di Oriana   | contralto castrato | Nicolò Grimaldi ("Nicolini")     |
| Oriana, figlia del re dell’Isole Fortunate | soprano            | Anastasia Robinson               |
| Melissa, maga, amante di Amadigi           | soprano            | Elisabetta Pilotti Schiavonetti  |
| Dardano, principe di Tracia                | contralto          | Diana Vico                       |
| Orgando, mago, zio d’Oriana                | soprano            | (ignoto)                         |

## Contesto e analisi

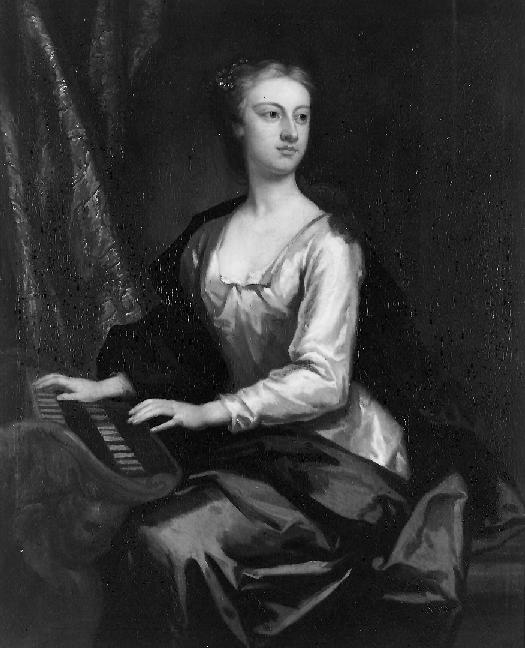
Anastasia Robinson, prima interprete di Oriana

Amadis de Gaula di Garci Rodríguez de Montalvo è un romanzo pastorale in prosa scritto verso la fine del XIV secolo. L'opera ha una storia complicata. Oriana era erede al trono d'Inghilterra. Amadigi di Gaula è un principe nato da un amore segreto, educato in Scozia, allevato come un cavaliere e serve devotamente la fiera principessa inglese Oriana. Per il suo bene egli si batte contro mostri e incantesimi, e difende il regno di suo padre da un oppressore. Richard B. Beams scrisse:
La trama spazia in tutto il continente fino alla Romania, a Costantinopoli e ancora più in là, fino alla Terra santa e le Cicladi. Tuttavia, la geografia del romanticismo non può essere mappata sull'Europa "reale": contiene altrettanti luoghi fantastici come quelli veri.
 Storicamente, Amadís è stato molto influente tra i Conquistadores spagnoli. Bernal Díaz del Castillo menzionò le meraviglie di Amadís quando testimoniò le meraviglie del Nuovo Mondo - e tali nomi di luogo come California e Patagonia provengono direttamente da quel lavoro.

## Trama

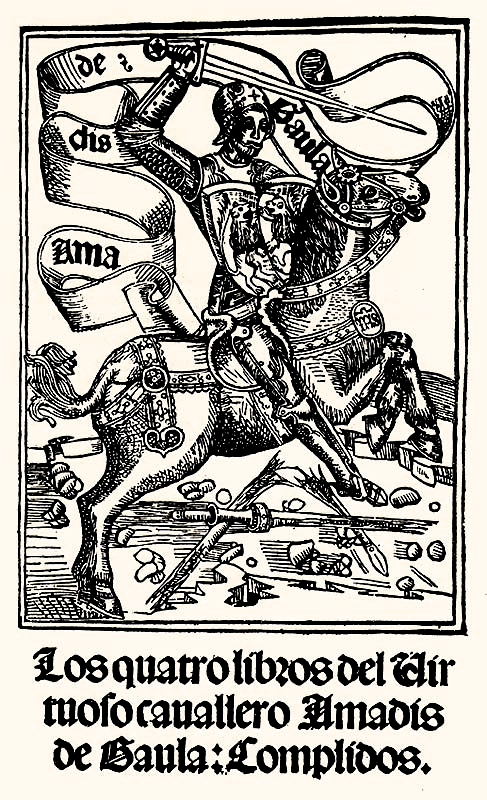
Amadís de Gaula di Garci Rodríguez de Montalvo, stampato a Zaragoza da Jorge Coci (1508)

### Atto 1
Amadigi, paladino, e Dardano, principe della Tracia, sono entrambi innamorati di Oriana, la figlia del re delle Isole Fortunate. Oriana nel suo cuore preferisce Amadigi. Attratta da Amadigi è anche la maga Melissa, che cerca di attirare il suo amore con vari incantesimi, suppliche e infine minacce. Amadigi affronta vari spiriti e furie, ma li respinge praticamente ad ogni turno. Una visione particolare alla "Fontana del Vero Amore", tuttavia, di Oriana che corteggia Dardano sconvolge Amadigi, al punto che sviene. Oriana vede Amadigi prostrato, e sta per pugnalare se stessa con la sua spada, quando si sveglia. Lui la rimprovera subito per il suo apparente tradimento e a sua volta cerca di pugnalare se stesso.

### Atto 2
Ancora vivo, Amadigi continua a resistere alle avances di Melissa. Melissa allora fa in modo che Dardano assomigli ad Amadigi, per ingannare Oriana. Oriana segue Dardano, col volto di Amadigi, per chiedere il suo perdono. Dardano esulta nell'attenzione di Oriana, e in un momento impulsivo, sfida Amadigi a singolar tenzone. Nel duello, Amadigi uccide Dardano. Melissa accusa Oriana di averle rubato Amadigi e invita gli spiriti oscuri ad aggredire Oriana, che resiste a tutti gli incantesimi di Melissa.

### Atto 3
Amadigi e Oriana sono stati imprigionati da Melissa. I due amanti sono disposti a sacrificarsi l'un per l'altro. Anche se desiderosa di vendetta, Melissa non può uccidere ancora Amadigi, ma lo tormenta prolungando il suo confinamento in catene. Amadigi e Oriana chiedono pietà a Melissa. Melissa evoca il fantasma di Dardano ad assisterla nella sua vendetta, ma il fantasma dice che gli dei sono predisposti per proteggere Amadigi e Oriana e che le loro sofferenze sono quasi terminate. Respinta a tutti i livelli, dagli dèi, dagli spiriti degli inferi e da Amadigi, Melissa si toglie la vita, con un ultimo appello ad Amadigi a sentire un minimo di pietà per lei. A guisa di un deus ex machina, Orgando, zio di Oriana e lui stesso uno stregone, scende dal cielo su un carro e benedice l'unione di Amadigi e Oriana. Una danza di pastori e pastorelle conclude l'opera.

## Registrazioni
| Data di registrazione | Cast: Amadigi, Oriana, Melissa, Dardano Orgando                                    | Direttore, orchestra                    | Etichetta                       |
| --------------------- | ---------------------------------------------------------------------------------- | --------------------------------------- | ------------------------------- |
| 22 febbraio 2011      | Nathalie Stutzmann, Jennifer Smith, Eiddwhen Harrhy, Bernarda Fink, Pascal Bertin  | Marc Minkowski, Les Musiciens du Louvre | Audio CD:Erato, Cat: B004HARL88 |
| 26 February 2008      | Maria Riccarda Wesseling, Elena de la Merced, Sharon Rostorf-Zamir, Jordi Domènech | Eduardo Lopez Banzo, Al Ayre Español    | Audio CD:Naïve, Cat: AM 133     |